# Vallcalent
Vallcalent és una partida de l'Horta de Lleida, amb la peculiaritat de tenir la via del tren que la divideix en dues. És per això que tenim les denominacions de Vallcalent nord i sud.
Limita amb les següents partides i barris de Lleida:
- Al nord amb la partida Fontanet lo Curt.
- Al nord-est amb la partida de Guindàvols.
- A l'est amb el barri del Joc de la Bola.
- Al sud-est amb la partida de la Mariola.
- Al sud amb la partida d'Empresseguera.
- A l'oest amb la partida de Sant Just.